# Wassim Dhaouadi
Pour les articles homonymes, voir Dhaouadi.
Wassim Dhaouadi est un ingénieur tunisien en génie mécanique. Il est connu pour avoir résolu le problème de la bulle flottante de Bretherton en physique en tant qu'étudiant en baccalauréat universitaire en sciences à l'École polytechnique fédérale de Lausanne. 

## Carrière et reconnaissance
Dhaouadi a étudié l'ingénierie mécanique et obtenu un baccalauréat universitaire en sciences à l'École polytechnique fédérale de Lausanne (EPFL) en 2018 et une maîtrise universitaire en sciences à l'École polytechnique fédérale de Zurich en 2020. En tant qu'étudiant dans le laboratoire de John Kolinski à l'EPFL, Dhaouadi a résolu l'énigme de la bulle flottante de Bretherton, un problème de physique de longue date. En utilisant une méthode d'interférence optique, il prouve l'existence et mesure les propriétés physiques d'un mince film liquide dont l'existence avait été proposée par des physiciens pour expliquer pourquoi les bulles d'air semblent être bloquées à l'intérieur de tubes capillaires,,,.
En 2020, Dhaouadi est nommé parmi les dix jeunes les plus remarquables au monde dans la catégorie « leadership académique » par la Jeune chambre internationale.
Il travaille en tant que stagiaire au Jet Propulsion Laboratory de la NASA[réf. à confirmer].